# Soterien
Die Soteria (altgriechisch Σωτήρια, deutsch auch Soterien) waren in der griechischen Antike Opfer und Dankfeste, oft in Form von Wettkämpfen, die zu Ehren eines Gottes für die Rettung aus Gefahr ausgerichtet wurden. Auch als Bittopfer für zukünftige Geschehnisse konnten sie veranstaltet werden. Sie waren in vielen Städten zu finden und wurden entweder einmalig, jährlich oder in mehrjährigen Intervallen gefeiert. Zumeist wurde Zeus in seiner Rolle als Soter (σωτήρ = „Retter“) auf diese Art geehrt, doch konnten auch für andere Götter und sogar Sterbliche Feste dieser Art begangen werden. So gab es jährliche Soterien für Aratos in Sikyon und für Philopoimen in Megalopolis.
Die Soterien mit der größten überregionalen Bedeutung fanden in Delphi statt. Sie wurden von den Aitolern gegründet, nachdem sie im Kampf gegen die unter Brennus kämpfenden Kelten im Jahr 279 v. Chr. siegreich geblieben waren und das delphische Heiligtum vor Plünderung und Zerstörung bewahrt hatten. Den Erfolg des aitolischen Bundes, die delphischen Soterien zu panhellenischen Spielen aufzuwerten, zeigen die inschriftlich erhaltenen Annahmebeschlüsse der eingeladenen Städte. Wurden während der delphischen Soterien ursprünglich nur musische Agone veranstaltet, kamen nach ihrer Neuorganisation durch den aitolischen Bund im Jahr 246 v. Chr. gymnische und hippische Agone hinzu.
Die ersten Spiele wurden im Herbst 276 v. Chr. unter dem Vorsitz des delphischen Archon Peithagoras ausgerichtet und fanden bis zur Vertreibung der Aitoler aus Delphi 189 v. Chr. unabhängig von den Pythien statt.